# Julius Laiconas
Julius Laiconas (* 29. Februar 1944 in Lujėnai I, Rajongemeinde Biržai) ist ein litauischer  und sowjetlitauischer Politiker sowie Bauingenieur.

## Leben
Von 1950 bis 1954 lernte Julius Laiconas in der Grundschule Bėčiūnai bei Biržai und von 1955 bis 1961 an der Mittelschule Nemunėlis in Radviliškis. 1969 absolvierte er das Diplomstudium an der Baufakultät  der KPI und 1986 Wirtschaftsakademie des Volkes Moskau. Von 1966 bis 1970 arbeitete er im Bautrest Kaunas, von 1970 bis 1978 im sowjetlitauischen Ministerium für Baumaterialien, von 1978 bis 1984 Leiter der Technischen Unterabteilung und Vizeminister der Baumaterialienindustrie, von 1990 bis 1994 stellvertretender Bauminister, von 1994 bis 1996 Minister für Bau und Urbanistik im Kabinett Šleževičius. Von 1997 bis 2001 war er Departamentsdirektor, banko stellv. Vorstandsvorsitzender, stellv. Bankverwaltungsleiter von AB Turto bankas. Von 2001 bis 2006 war er Vizeminister für Umwelt, ab 2006 Direktor der UAB „Granitinė skalda“, ab 2008 Präsident des Verbands „Milsa ir ko“.

## Quelle
- Živilė BARKAUSKAITĖ: Julius Laiconas nesijaučia „lipęs ne į tą kalną“ vom 28. März 2014

| Personendaten    | Personendaten                          |
| ---------------- | -------------------------------------- |
| NAME             | Laiconas, Julius                       |
| KURZBESCHREIBUNG | litauischer Bauingenieur und Politiker |
| GEBURTSDATUM     | 29. Februar 1944                       |
| GEBURTSORT       | Lujėnai I, Rajongemeinde Biržai        |